# Trooper Billy
Trooper Billy è un cortometraggio muto del 1913 prodotto dalla Kalem e diretto da George Melford. La storia del film si basa su un lavoro teatrale di Frederick Paulding.

## Produzione
Il film ,prodotto dalla Kalem Company, venne girato a Glendale.

## Distribuzione
Distribuito dalla General Film Company, il film - un cortometraggio in due bobine - uscì nelle sale cinematografiche statunitensi il 17 settembre 1913.